# Nokia 2720 Flip
Il Nokia 2720 Flip è un feature phone a conchiglia presentato da Nokia all'IFA 2019, nel contesto della linea Nokia Originals, ossia telefoni cellulari che hanno fatto la storia dell'azienda finlandese, rivisitati in chiave moderna.
Oltre al Nokia 2720 Flip, fanno parte della linea Nokia Originals il Nokia 800 Tough, il Nokia 110, il Nokia 3310 (2017) e il Nokia 8110.
Il Nokia 2720, in particolare, è una rivisitazione moderna del Nokia 2720 Fold.

## Caratteristiche tecniche

### Hardware
Il Nokia 2720 Flip è un classico flip phone, dotato di chipset Qualcomm Snapdragon 205, display quadrato esterno per la visualizzazione delle notifiche e dell'orario da 1,3" 240x240, display interno TFT da 2,8" 240x320, 512 MB di RAM e 4 GB di memoria interna espandibile con microSD, connettività 4G LTE 150/50 Mbps, WiFi 802.11 b/g/n, Bluetooth 4 con A2DP, GPS assistito e GLONASS, radio FM, microUSB 2.0, fotocamera posteriore da 2 megapixel. La batteria agli ioni di litio da 1500 mAh è removibile.

### Software
Il sistema operativo è KaiOS, il dispositivo ha un lettore MP3/WAV/AAC/MP4/H.264, la digitazione T9 predittiva, supporta app SNS (Social Networking Service) tra cui WhatsApp, Facebook e Google Assistant.